# Quintessence
Quintessence — британская рок-группа, образованная в апреле 1969 года в Ноттинг-хилле, Лондон, Англия, и исполнявшая прогрессивный рок с элементами джаза и индийской народной музыки. Всех участников ансамбля, включая основателей, Шиву Шанкара Джонса (клавишные, вокал) и Раджа Рама (флейта, скрипка, перкуссия), помимо интереса к индийской культуре объединяла и принадлежность к индуизму.
Quintessence были замечены на фестивале Implosion, после которого немедленно получили контракт с Island Records и выпустили концептуальный дебютный альбом In Blissful Company. Синглом из него вышел «Notting Hill Gate», трибьют лондонскому сообществу хиппи, с которым группа была тесно связана. Коммерческий пик Quintessence ознаменовал второй (именной) альбом, поднявшийся до #22 в UK Albums Chart.
В 1970—1971 годах группа выступила на Glastonbury Fayre (дважды), а также на джазовом фестивале в Монтрё. 18 сентября 1971 года вместе с The Who, Mott the Hoople, Lindisfarne, Atomic Rooster, The Grease Band и America Quintessence сыграли на благотворительном фестивале для Бангладеш в кенсингтонском зале The Oval.
Перейдя на Neon Records (британский импринт RCA, занимавшийся исключительно прог-роком), Quintessence выпустили альбом Self (1972, UK #50), после чего Джонс покинул состав, перейдя в Kala, и группа распалась. Позже Джейк Милтон образовал с братом Тедом группу Blurt, Маха Дев записал сольный альбом. Раджа Рам в 1990-х годах занялся созданием электронной музыки; является одним из двух основателей и участников Shpongle.

## Дискография
- In Blissful Company (Island Records, 1969)
- Quintessence (Island Records, 1970) — UK #22
- Dive Deep (Island Records, 1971) — UK #43
- Self (RCA, 1972) — UK #50
- Indweller (RCA, 1972)[5][6]